# Castell de Beaufort (Luxemburg)
El Castell de Beaufort (en luxemburguès: Buerg Beefort; en francès: Château de Beaufort) és una estructura que data del segle xi consistent en les ruïnes d'una fortalesa medieval i un castell renaixentista adjacent. Es troba a Beaufort, a l'est de Luxemburg.

## Història
Probablement va ser al segle xi que el castell va començar com una petita fortalesa en forma de quadrat en una gran roca protegida per un fossat i una segona paret per damunt d'una vall.
Després de diversos canvis en la propietat, incloent Pierre de Coumont (1774) i Jean Théodore Baron de Tornaco-Vervoy (1781), el castell va ser abandonat, va caure en mal estat i, al començament del segle xix, va ser utilitzat com a pedrera. El 1850, va ser inclòs per l'Estat com un monument nacional. El 1893, el nou propietari Henri Even el va restaurar i, el 1928, Edmond Linkels va obrir el castell medieval als visitants. El 1981, la propietat va ser adquirida per l'Estat.

## Galleria

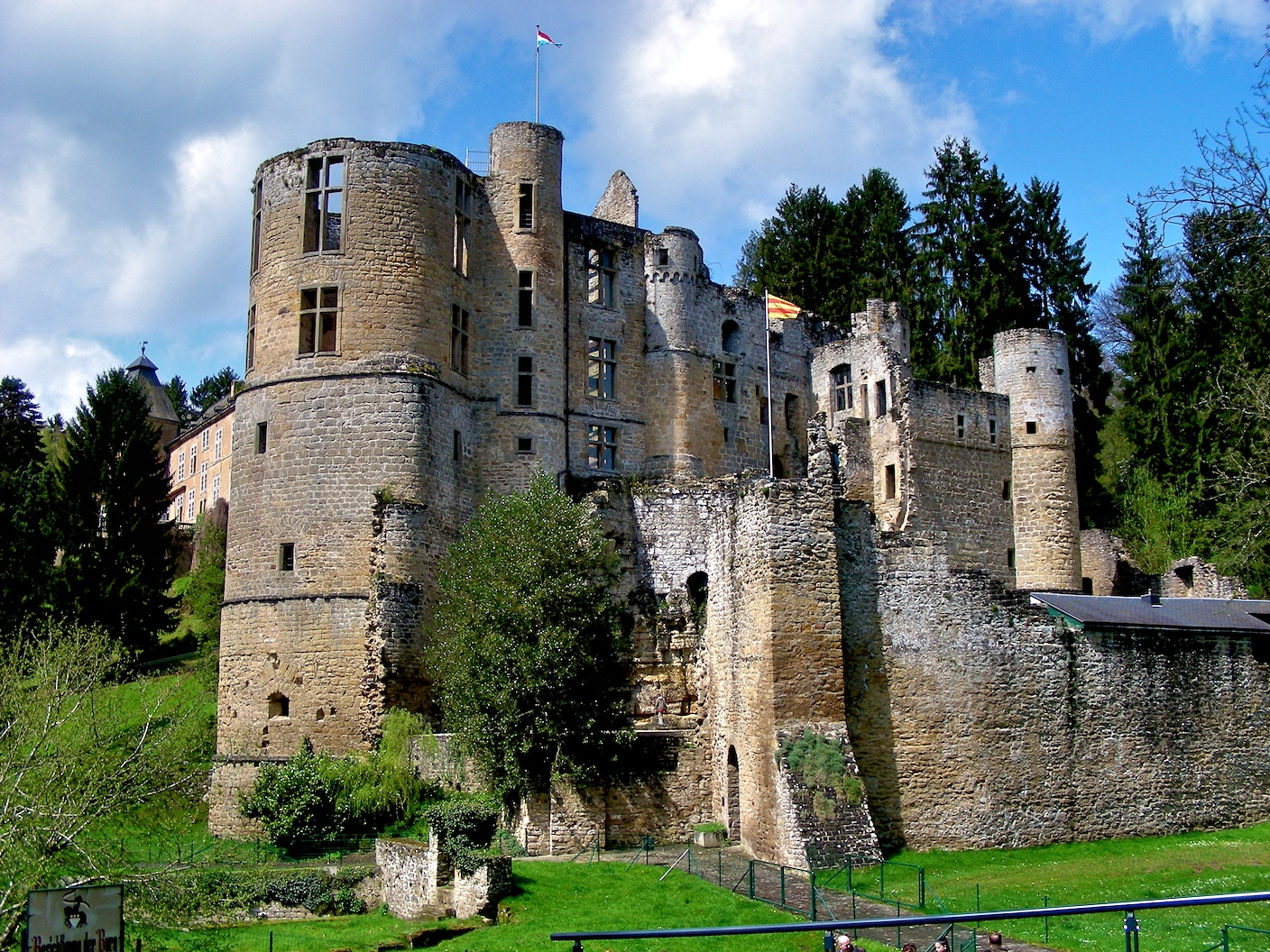
Vista del castell el 2008
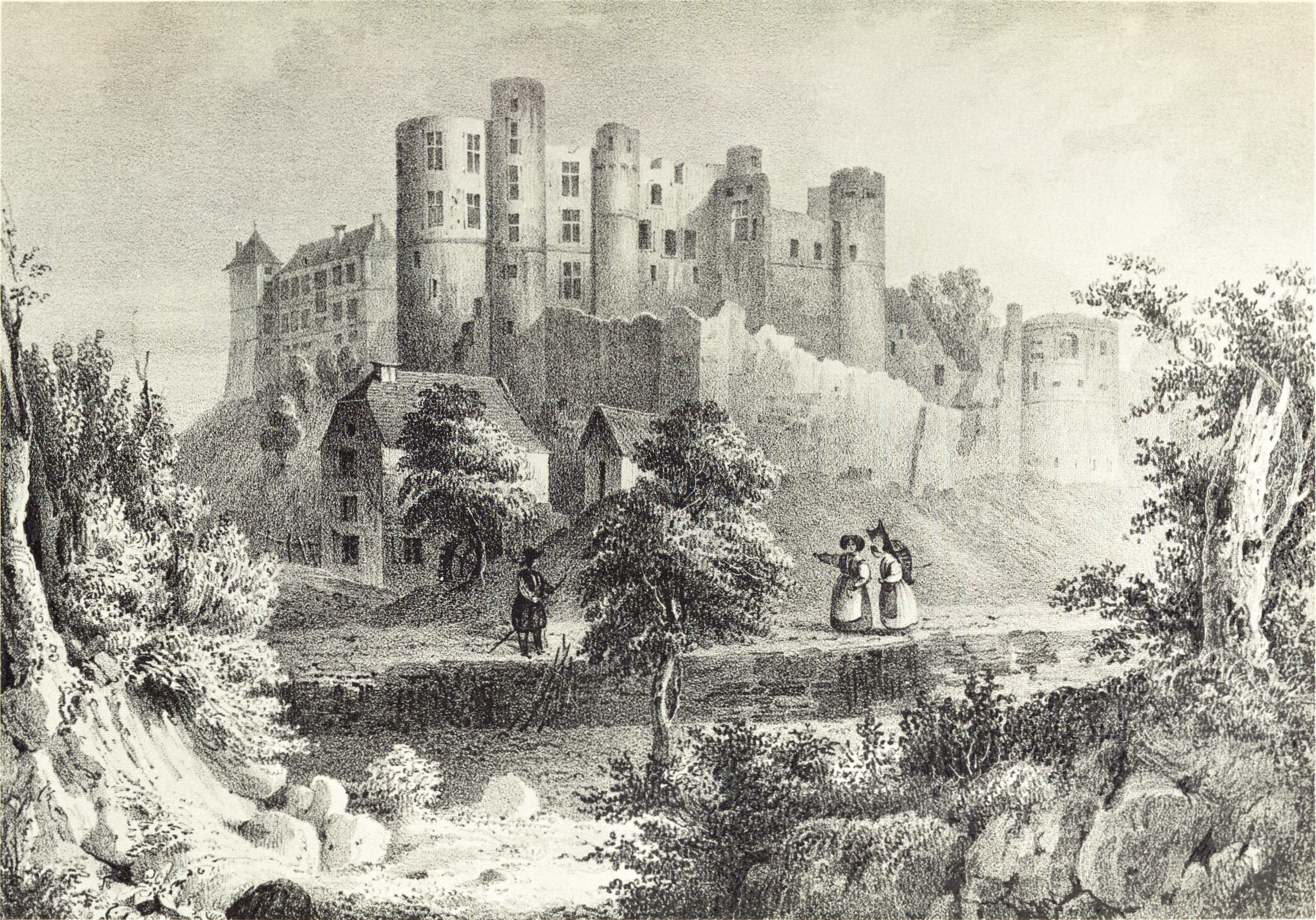
Dibuix per Nicolas Liez (1834)
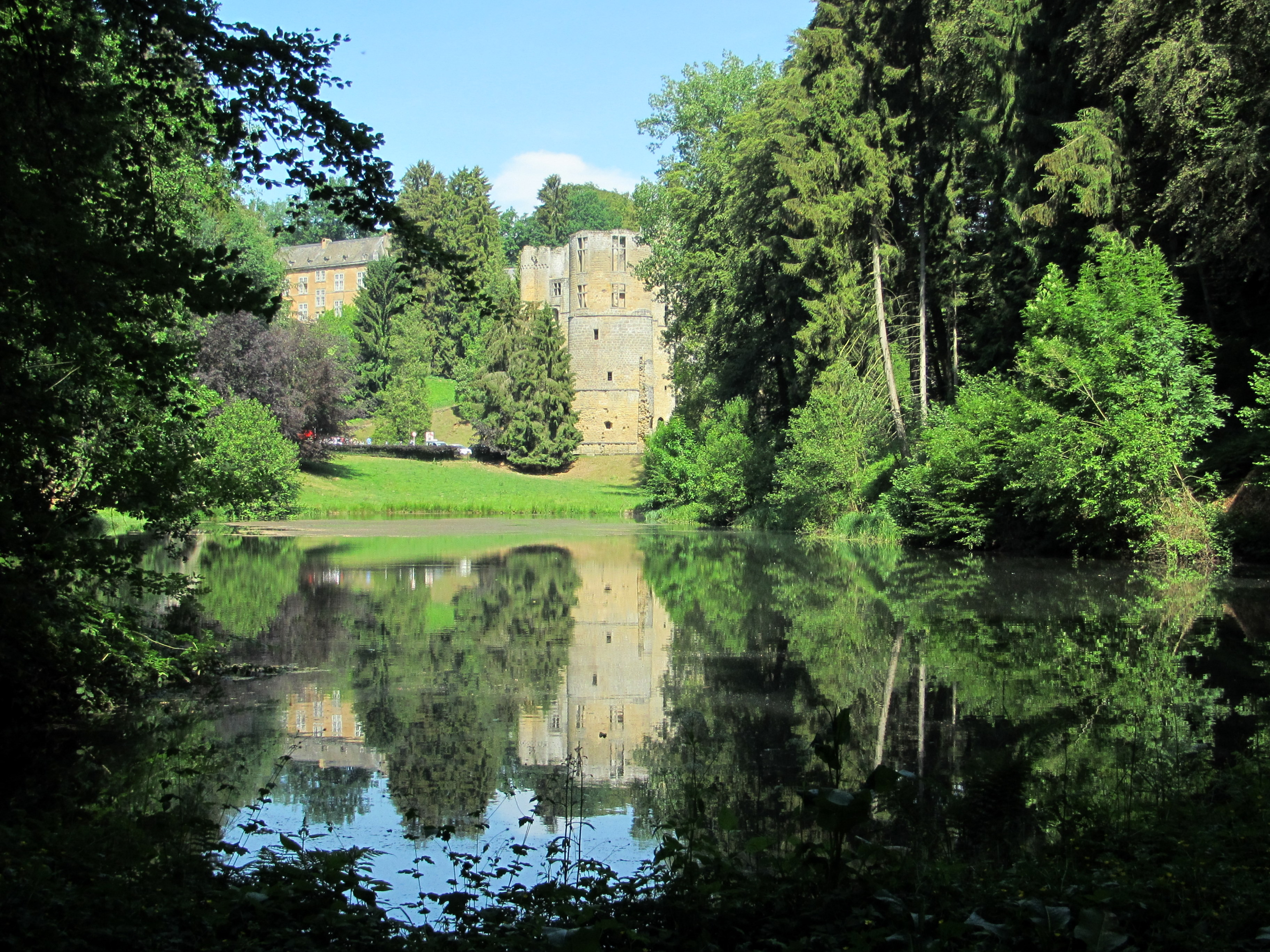
Altre vista del castell